# Leonard Jerome
Leonard Walter Jerome (Pompeu, 3 de novembro de 1817 - Brighton, 3 de março de 1891) foi um acionista multimilionário de Nova Iorque e avô materno de Winston Churchill.

## Início da vida
Leonard Jerome era filho de Aurora Murray (1785 - 1867) e de Isaac Jerome (1786-1866). Isaac era descendente de Timothy Jerome, um huguenote francês. Jerome nasceu em uma fazenda na região central do estado de Nova Iorque, na cidade de Pompeu, perto de Syracuse. Ele se matriculou na Universidade de Princeton, até então conhecido como o College of New Jersey, como um membro da classe de 1839, antes de ir para o Union College, onde estudou e praticou direito em Rochester.

## Casamento e família
Jerome casou Clarissa Hall (1825-1895), em Palmyra, em 5 de abril 1849, e tiveram quatro filhas juntos. Uma filha, Camille, morreu aos oito anos.
- Lady Randolph Churchill (nascida Jeanette Jerome; conhecida como Jennie) casou-se com Lorde Randolph Churchill (1849-1895), filho mais novo de John Spencer-Churchill, 7.º Duque de Marlborough, e era mãe de Winston Churchill e John Strange Spencer-Churchill.
- Clarita Frewen (nascida Clarita Jerome), conhecida como Clara, casou; com Moreton Frewen; (1853-1924) eles tiveram dois filhos, Hugo e Oswald, e uma filha Clare.
- Leonie, Lady Leslie (nascida Leonie Jerome) casou-se com Sir John Leslie 2.º Bt. (1857-1944), um baronete irlandês. Eles tiveram quatro filhos. Durante muitos anos, ela manteve uma ligação com o príncipe Artur, Duque de Connaught e Strathearn.

Leonard Jerome morreu com 73 anos em Brighton, Inglaterra. Ele está enterrado no Green-Wood Cemetery, no Brooklyn.